# Ophthalmic Epidemiology
Ophthalmic Epidemiology (skrót: Ophthalmic Epidemiol) – naukowe czasopismo okulistyczne wydawane od 1994. Specjalizuje się w epidemiologii schorzeń okulistycznych. Oficjalny organ International Society of Geographical and Epidemiological Ophthalmology. Dwumiesięcznik.
Czasopismo jest recenzowane i publikuje artykuły redakcyjne, oryginalne raporty badawcze, przeglądy systematyczne, metaanalizy, krótkie komunikaty oraz listy dotyczące wszystkich aspektów epidemiologii schorzeń widzenia. Zakres tematyczny akceptowanych publikacji obejmuje m.in. takie zagadnienia jak: ocena ryzyka występowania chorób oczu, ogólne i szczegółowe projekty badań, wdrażanie i ocena badań przesiewowych, dostępność i wyniki systemów opieki okulistycznej, skuteczność terapii, prognozowanie chorób oczu a jakość życia, analiza kosztów i korzyści, teoria biostatystyczna oraz analiza czynników ryzyka.
Pismo ma współczynnik wpływu impact factor (IF) wynoszący 1,297 (2017). W międzynarodowym rankingu SCImago Journal Rank (SJR) mierzącym wpływ i znaczenie poszczególnych czasopism naukowych „Ophthalmic Epidemiology" zostało w 2017 sklasyfikowane na:
- 39. miejscu wśród czasopism okulistycznych[4] oraz
- 52. miejscu wśród czasopism z kategorii epidemiologia[5].

W polskich wykazach czasopism punktowanych przez Ministerstwo Nauki i Szkolnictwa Wyższego publikacja w tym czasopiśmie otrzymywała kolejno: 25-30 punktów (lata 2013-2016) oraz 70 punktów (wg listy punktowanych czasopism z 2019).
Publikacje ukazujące się w tym czasopiśmie są indeksowane m.in. w EBSCOhost, OCLC, Current Contents, Science Citation Index Expanded, Web of Science, Embase, Medline oraz w Scopusie.
Wydawcą jest koncern Taylor & Francis. Z biegiem lat w ciągu roku ukazywało się coraz więcej wydań, od 2005 czasopismo jest dwumiesięcznikiem. Redaktorem naczelnym jest John H. Kempen (Massachusetts Eye and Ear Infirmary, Harvard Medical School).